# 恋人はサンタクロース
もしかして
- 恋人がサンタクロース

ではありませんか？